# فرویتدال (داکوتای جنوبی)
فرویتدال(به انگلیسی: Fruitdale) شهری در ایالت داکوتای جنوبی کشور ایالات متحده آمریکا است که جمعیت آن در سرشماری سال ۲۰۱۰ میلادی، ۶۴ نفر بوده‌است.